# 人吉市立西瀬小学校
人吉市立西瀬小学校（ひとよししりつ にしぜしょうがっこう）は、熊本県人吉市下戸越町にある公立の小学校。

## 概要
歴史
1875年（明治8年）に「西瀬小学校」として創立。現校名となったのは1947年（昭和22年）。2025年（令和7年）に創立150周年を迎えた。
校訓
「かしこく、なかよく、たくましく、ただしく」
校章
中央に人吉市の花である梅の花弁を配している。
校歌
歌詞は4番まであり、1番と2番の歌詞中に校名の「西瀬」が登場する。
通学区域
人吉市のうち、「宝来町・相良町・矢黒町・上永野町・下永野町・上戸越町・下戸越町・鹿目町・上薩摩瀬町・下薩摩瀬町・中神町字段山」。中学校区は人吉市立第二中学校。

## 沿革
- 1875年（明治8年） - 西瀬村大字戸越に「西瀬小学校」が創立。田野分教場と大塚分教場を開設[2]。
- 1889年（明治22年）4月1日 - 町村制施行により、球磨郡2村（西浦・薩摩瀬）が合併の上、「西瀬村」が発足。
- 1890年（明治23年）9月 - 校舎を新築の上、移転を完了。
- 1892年（明治25年）- 「西瀬尋常小学校」に改称。
- 1900年（明治33年）4月 - 田野分教場と大塚分教場の校舎を改築。
- 1907年（明治40年）4月 - 高等科（2年制）を併置の上、「西瀬尋常高等小学校」（尋常科4年・高等科2年）に改称。
- 1908年（明治41年）4月 - 改正小学校令により、尋常科（義務教育年限）が4年制から6年制に改められる。従来の高等科1・2年を尋常科5・6年に改めるため、高等科は廃止の上、「西瀬尋常小学校」（尋常科6年）に改称。
- 1915年（大正4年）4月 - 高等科（2年制）を併置の上、「西瀬尋常高等小学校」（尋常科6年・高等科2年）と改称。
- 1927年（昭和2年）- 校地を拡張の上、校舎を増築。
- 1931年（昭和6年） - 鹿目分教場（かなめ）を設置。

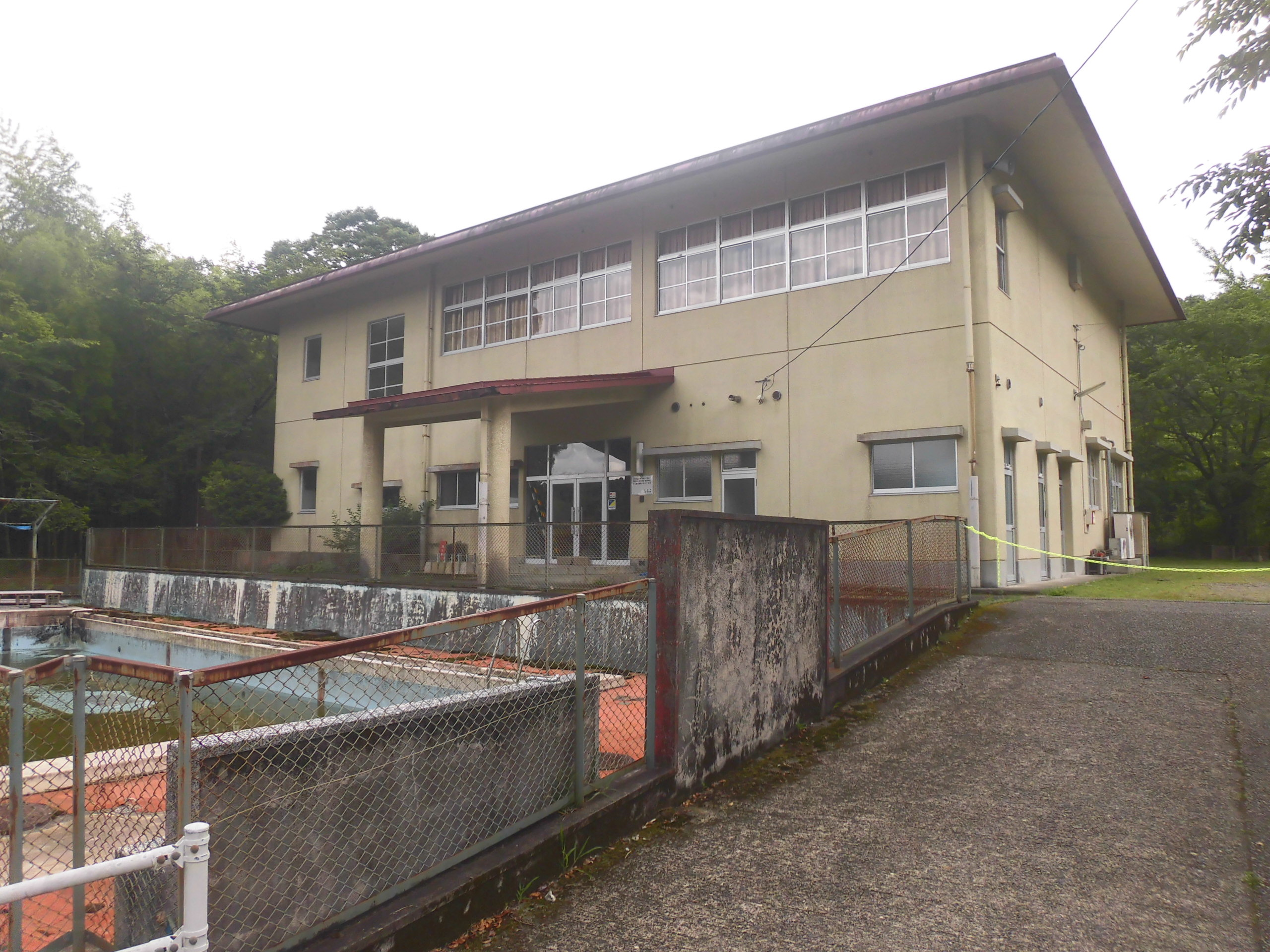
旧・鹿目分校校舎

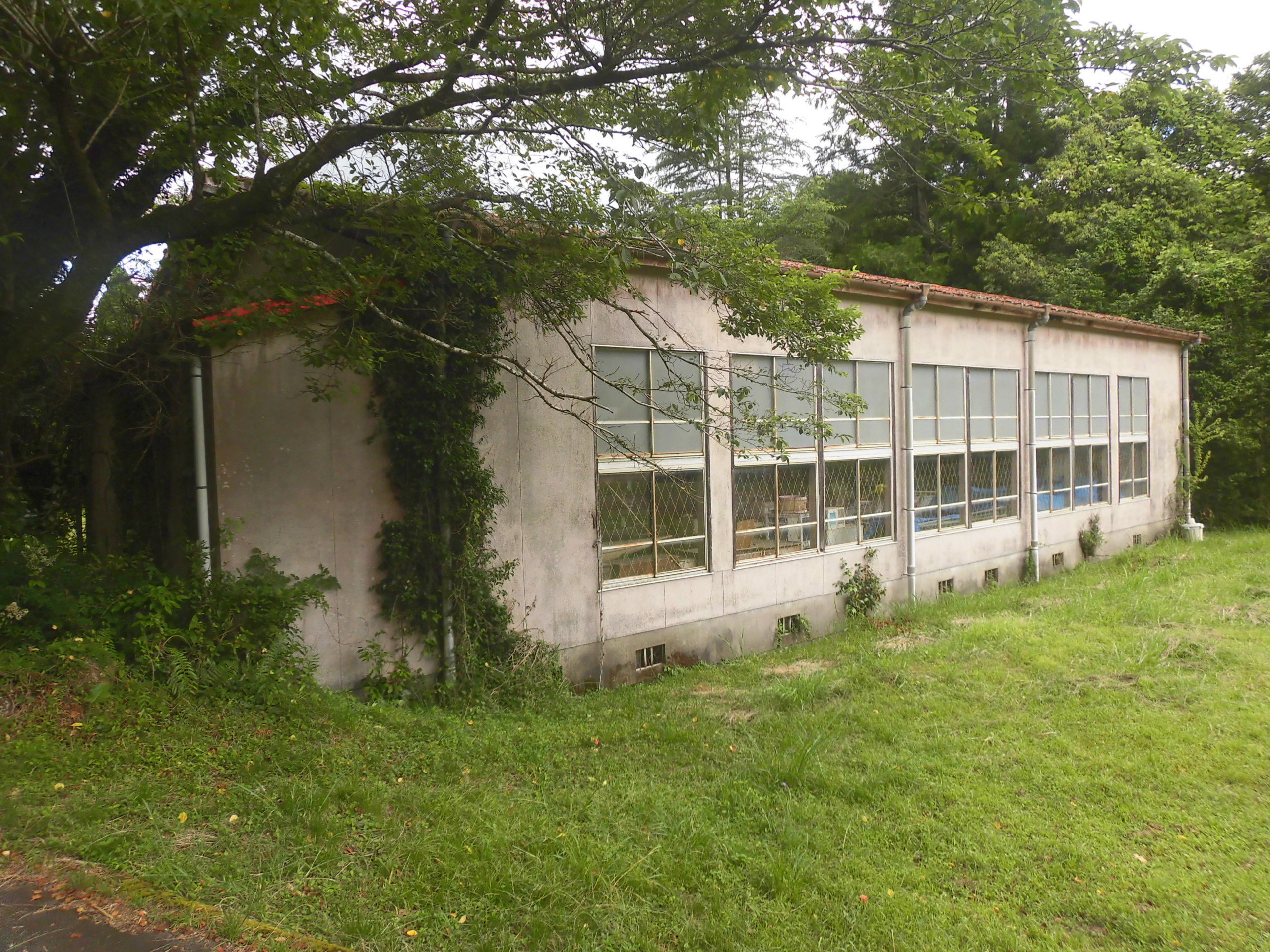
旧・鹿目分校体育館

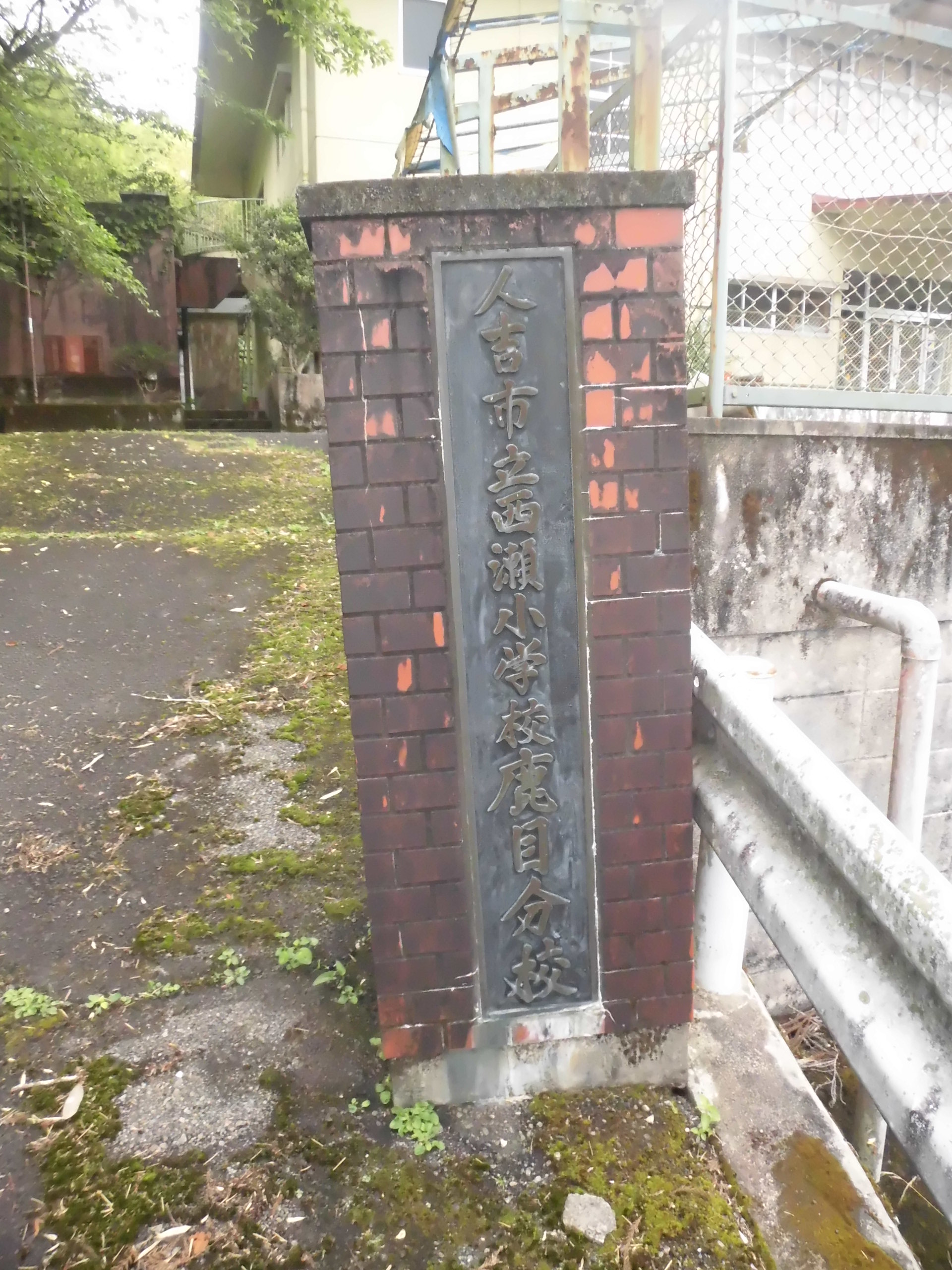
旧・鹿目分校門柱

- 1941年（昭和16年）4月1日 - 国民学校令施行より、「球磨郡西瀬村西瀬国民学校」と改称。尋常科を初等科に改める。
- 1942年（昭和17年）4月1日 - 人吉市の発足により、「人吉市立西瀬国民学校」と改称。
- 1947年（昭和22年）4月1日 - 学制改革（六・三制の実施）により「人吉市立西瀬小学校」（現校名）と改称。田野分校を人吉市立大塚小学校に移管。
- 1954年（昭和29年）- 校舎を増築。
- 1960年（昭和35年）- 運動場を拡張。
- 1964年（昭和39年）- 体育館が完成。
- 1966年（昭和41年）- 特別教室を増設。
- 1969年（昭和44年）- 鉄筋コンクリート造2階建て新校舎（第一期工事、危険校舎改築）が完成。
- 1970年（昭和45年）
  - 3月 - 鉄筋コンクリート造2階建て新校舎（第二期工事、危険校舎改築）が完成。
  - 8月 - プールが完成。
- 1974年（昭和49年）3月 - 校旗を新調。
- 1975年（昭和50年）11月 - 創立100周年記念式典を挙行。
- 1984年（昭和59年）3月 - 新校舎が完成し、移転を完了。
- 1989年（平成元年）8月 - 鹿目分校の校舎を改築。
- 1994年（平成6年）10月 - 新体育館が完成。体育館を「明心館」と命名。
- 1995年（平成7年）1月 - 新プールが完成。
- 1997年（平成9年）2月 - 運動場を整備。
- 2003年（平成15年）5月 - 郷土資料室をパソコン室に改造。
- 2007年（平成19年）4月1日 - 鹿目分校を休校とする。
- 2009年（平成21年）8月 - 耐震・大規模改修工事が完了。

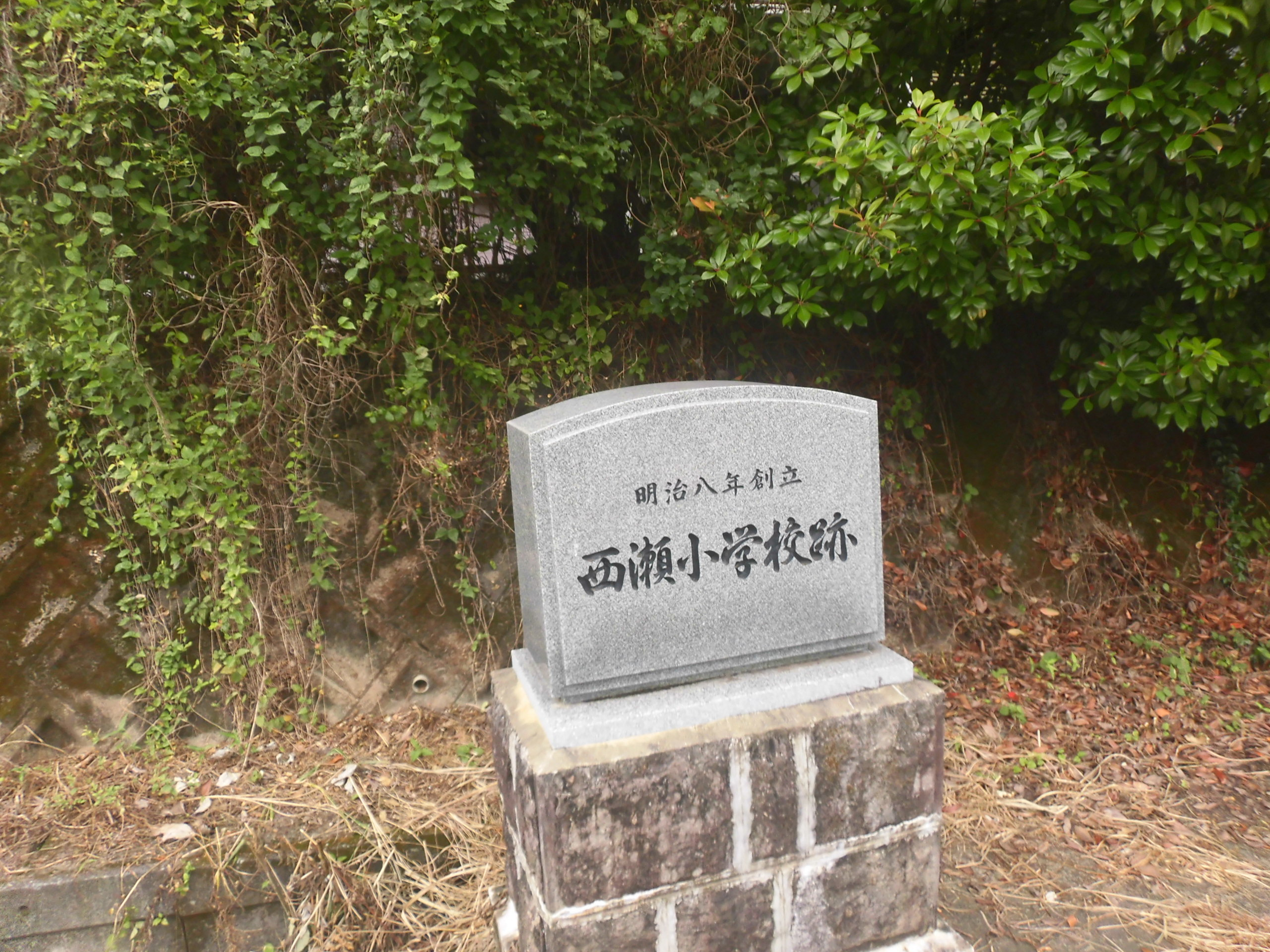
西瀬小学校跡の碑

- 2012年（平成24年）10月 - 鹿目地区の児童、乗合タクシーで本校に通学を開始。
- 2014年（平成26年）3月31日 - 鹿目分校を廃止。
  - 最終所在地（鹿目分校）- 熊本県人吉市鹿目町1525番地（北緯32度11分26.2秒 東経130度41分20.6秒 / 北緯32.190611度 東経130.689056度）
  - 跡地 - 「西瀬コミュニティセンター鹿目分館」（公民館）として活用されている。
- 2019年（平成31年）3月 - 西瀬小学校跡地に石碑を建立[3]。
- 2025年（令和7年）11月1日 - 創立100周年記念式典を挙行（予定）[4]。
  - 所在地 - 熊本県人吉市下戸越町1654番地1（北緯32度12分23.0秒 東経130度44分11.6秒 / 北緯32.206389度 東経130.736556度）

## 交通アクセス
最寄りの鉄道駅
- JR九州 肥薩線 「人吉駅」

最寄りのバス停留所
- 九州産交バス 「さざなみ保育園前」停留所

最寄りの幹線道路
- 熊本県道15号人吉水俣線

## 周辺
- 人吉市西瀬コミュニティセンター（公民館）
- さざなみ保育園
- せん月保育園
- 下戸越簡易郵便局
- 西瀬団地
- 球磨川
- 西瀬橋

## 著名な出身者
- 内村光良（ウッチャンナンチャン）- 小学4年生の時、免田町立免田小学校（現・あさぎり町立免田小学校）から転校。